# Тэцуо — железный человек
«Тэ́цуо — желе́зный челове́к» (яп. 鉄男 Тэцуо) — независимый японский кинофильм, снятый Синъей Цукамото. В центре повествования история офисного работника, который однажды сбил на дороге «металлического фетишиста» — мужчину, вставляющего в своё тело металлические объекты. На следующий день водитель замечает, что начинает покрываться металлом. Картина часто приписывается к жанру научной фантастики, в частности к киберпанку. Также критики относят фильм к ужасам и боди-хоррорам.
Съёмки начались в 1987 году и были закончены в конце 1988 года. Выпуск в прокат состоялся в июле 1989 года в Японии. В фильме сыграли знакомые режиссёра и несколько приглашённых профессиональных актёров. Роль металлического фетишиста исполнил сам Цукамото. Операторскую работу ему помогала осуществлять актриса Кэй Фудзивара. Композитором выступил Чу Исикава, с которым Цукамото начал продолжительное сотрудничество после выпуска картины.
Фильм получил международное признание, выиграв главный приз на Римском кинофестивале фантастических фильмов. Он получил высокие отзывы от критиков и исследователей и признан некоторыми из них «культовым». Пресса обратила внимание на визуальный стиль картины, сцены жестокости, музыкальное сопровождение. Журналисты выделяют основной темой фильма технологии и их влияние на жизнь человечества. Часто работа сравнивается с фильмами Дэвида Линча и Дэвида Кроненберга. Исследователи обратили внимание на нестандартный монтаж; в сюжете замечается подтекст апологии гомосексуальности. Фильм имеет два продолжения, выпущенных в 1992 и 2009 годах.

## Сюжет
Фильм начинается с изображения идущего по свалке человека, названного «металлическим фетишистом». Затем он заходит в дом и разрезает себе бедро, после чего заталкивает в него найденный кусок металла. Увидев, что его рана наполнена личинками, обезумевший фетишист выбегает на улицу и попадает под колёса автомобиля, водителем которого оказался офисный работник. С помощью своей девушки работник скрыл тело сбитого «фетишиста» в лесу, занявшись после этого любовью у него на глазах. На следующий день после столкновения мужчина обнаруживает в своей щеке металлический шип.
Далее действие переходит в метро. Офисный работник выходит из вагона и садится на скамейку рядом с девушкой, читающей журнал. Через некоторое время девушка начинает обрастать металлом и нападает на мужчину. Впав в ужас, он пытается убежать от неё. Между ними завязывается драка, в которой одерживает победу мужчина. Затем он возвращается домой и занимается сексом со своей девушкой. Проснувшись в кровати, он идёт умываться и, чувствуя сильную боль, пытается отодрать со своего лица металлический шип. Тело мужчины постепенно трансформируется: его половой член превращается в дрель, которой он убивает женщину. Части тела мужчины всё сильнее обрастают металлом, постепенно он превращается в Тэцуо, железного человека.
Появляется «металлический фетишист», также претерпевший изменения в теле, чтобы отомстить работнику. Он атакует квартиру мужчины, начинается сражение, перешедшее на улицы города. Борьба завершается на заводе, где оба железных человека сливаются в одно целое. Образовавшееся металлическое существо вырывается на улицу с целью уничтожить весь мир.

## Актёрский состав
| Актёр           | Роль                       | Прим. |
| --------------- | -------------------------- | ----- |
| Синъя Цукамото  | Металлический фетишист     | [ 7 ] |
| Нобу Канаока    | Женщина с когтями          | [ 8 ] |
| Томорово Тагути | Офисный служащий           | [ 8 ] |
| Кэй Фудзивара   | Девушка офисного служащего | [ 8 ] |
| Рэндзи Исибаси  | Бродяга                    | [ 7 ] |
| Наомаса Мусака  | Доктор                     | [ 7 ] |

## Предыстория
Синъя Цукамото родился в 1960 году в японском городе Токио. Первыми просмотренными им фильмами по его воспоминаниям были картины о кайдзю, из-за которых он начал интересоваться различными фильмами о монстрах, что оставило отпечаток на его будущем творчестве. Цукамото начал заниматься созданием фильмов в 14-летнем возрасте, снимая сцены о монстрах на отцовский киноаппарат. Первые пробы были выполнены на 8-мм киноплёнку. В 17 лет Цукамото начал увлекаться театральными постановками, играл роли чудовищ. В театральную труппу «Театр кайдзю», в которой состоял Цукамото, входили также будущие помощники режиссёра, в частности Кэй Фудзивара, сыгравшая главную роль в первом полнометражном фильме Цукамото.
По окончании учёбы в школе искусств Цукамото нашёл работу режиссёра телевизионной медиапродукции. Он вернулся к работе с кино лишь во второй половине 80-х годов, выпустив два короткометражных фильма «Странное существо обычного размера» (яп. 普通サイズの怪人; 1986) и «Прекрасный аналоговый мир» (яп. 電柱小僧の冒険; 1987). Эти работы тоже были вдохновлены кайдзю, однако на этот раз стилистика фильмов была приближена к научной фантастике и киберпанку. Исследователь Том Мес видит в работах влияние западных фильмов, таких как «Бегущий по лезвию» (1982) и «Видеодром» (1983). «Странное существо обычного размера» часто рассматривается как предтеча «Тэцуо». Сюжет киноленты повествует о человеке, превратившемся в пушку. Второй фильм рассказывает историю о подростке, у которого из спины растёт электрический столб; работа получила главный приз на кинофестивале Pia, в состав жури которого входил известный режиссёр Нагиса Осима. Помещение, в котором снимались эти два фильма, позже будет использовано для ряда сцен в «Тэцуо».

## Съёмки
Вдохновлённый критическими обзорами и наградами за первые два фильма, Синъя Цукамото принимается за создание «Тэцуо — железный человек». Хотя изначально он планировал использовать 8-мм камеру, для съёмок он приобрёл подержанную 16-мм кинокамеру. Это решение было основано на опыте британского режиссёра Дерека Джармена, чья работа с подобной аппаратурой вдохновляла Цукамото. Он приобрёл камеру компании Canon за 200 000 иен и 10 катушек с чёрно-белой плёнкой и в сентябре 1987 года приступил к работе над фильмом. Деньги на создание он копил с зарплаты со своей работы в рекламе. К участию в съёмках были приглашены актёры Томорово Тагути, Кэй Фудзивара и Нобу Канаока. Роль металлического фетишиста сыграл сам режиссёр; ему удалось привлечь внимание и двух профессиональных актёров: Наомаса Мусаки и Рэндзи Исибаси. Съёмки частично проходили в квартире у Кэй Фудзивары. Большое внимание было уделено дизайну костюма железного человека. Цукамото ориентировался на монстров из фильмов «Чужой» (1979) и «Муха» (1986). Железный костюм Томорово Тагути создавался из металлолома, найденного на улице, в том числе из частей выброшенных телевизоров, которые впоследствии приклеивались к телу актёра клейкой лентой. Цукамото и в будущем будет высоко ценить свой так называемый «реалистичный подход» к созданию кино, когда режиссёр находит компромиссы, не имея возможность воспользоваться компьютерной графикой. Томорово Тагути называл свою работу над фильмом «сложной» и «болезненной», поскольку костюм в конечном итоге становился настолько тяжёлым, что Тагути «не мог встать со стула».
Один член съёмочной площадки отвлекал моё внимание, чтобы другой смог сорвать с меня кусок костюма. Когда он это делал, я плакал от боли. К концу съёмок моя кожа была похожа на наждачную бумагу.Томорово Тагути

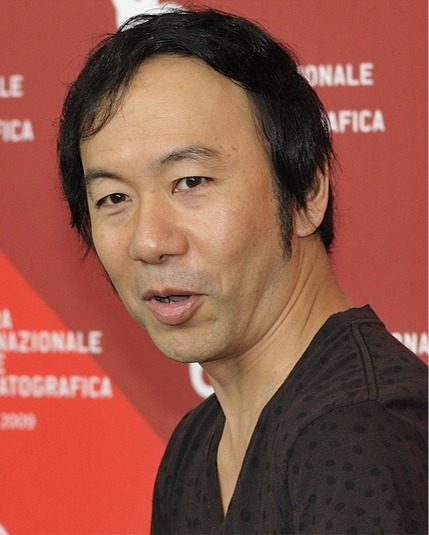
Синъя Цукамото на 66-м Венецианском кинофестивале, 2009

Полностью готовый костюм можно было надевать и снимать. Съёмочная группа также нашла способ избежать необходимости использовать тяжёлый костюм: полный облик железного человека со всеми деталями был продемонстрирован лишь однажды, в последующих сценах некоторые части костюма и грима убирались, «чтобы зритель сам заполнил пробелы». После четырёх месяцев съёмок Цукамото обратился за помощью к сотрудникам компании Ide Production, в которой тот раньше работал, и попросил сделать монтаж готового на тот момент материала. После он возвращался к съёмкам недостающих сцен, что заняло ещё около года. Атмосфера на съёмочной площадке была тяжёлой, группа часто ссорилась друг с другом и доставляла неудобства соседям Фудзивары. Как вспоминал Тагути, «каждый день ещё один член съёмочной группы уходил». Однажды актёру пришлось устанавливать освещение вместо осветительной бригады, которая через некоторое время после начала съёмок фильма ушла. Как утверждал Цукамото, в конце вся съёмочная группа распалась, когда он делал монтаж в одиночестве.

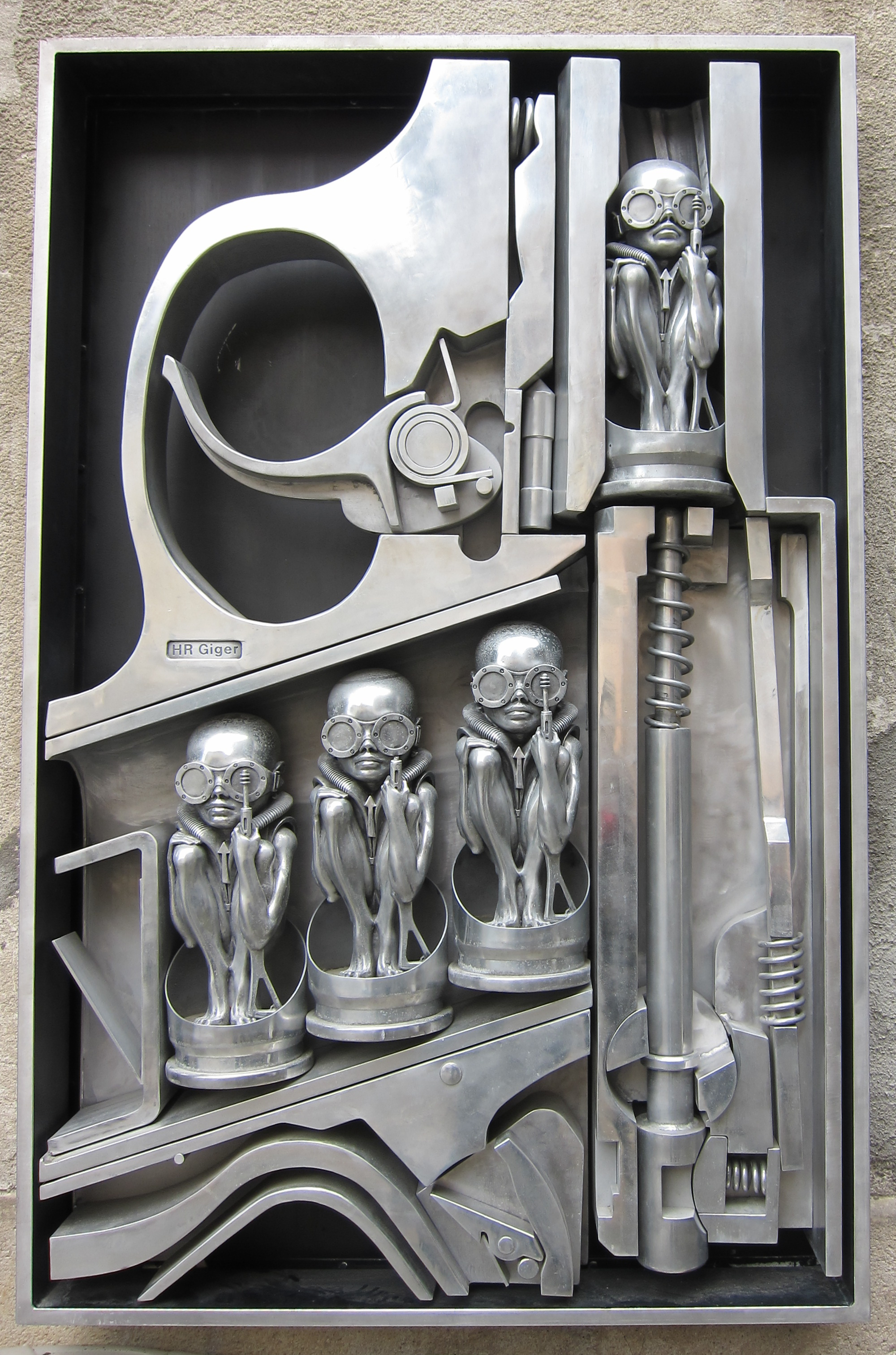
Стивен Браун видит в дизайне костюма железного человека влияние работ швейцарского художника Ханса Гигера

За несколько месяцев до конца съёмок у Цукамото закончились деньги и ему пришлось искать дистрибьюторов. После череды отказов он связался с компанией «F2», которая занималась дистрибуцией фильмов Джима Джармуша и Ларса фон Триера. Компания помогла вывести Цукамото на Japan Home Video, которая согласилась вложить небольшую сумму для завершения съёмок в обмен на права на фильм, хотя сам режиссёр потерял надежду на удачный поиск спонсора. В качестве музыкального оформления Цукамото хотел использовать семплированный звук стука по металлу, но не был знаком с какими-либо музыкантами. Он нашёл нескольких авторов, которые могли бы сделать подходящий для фильма звук, и в итоге встретился с Чу Исикавой, чья музыка понравилась режиссёру. С Исикавой он работал вплоть до смерти композитора в 2017 году.

Финальная сцена конечного слияния Тэцуо (персонажа Томорово Тагути) и его врага снималась при помощи арендованного на день грузовика. Он был обклеен резиной, найденной рядом с заводом, а затем покрашен аэрозольной краской в цвет метала. 77-минутный черновой вариант «Тэцуо» был готов в декабре 1988 года. Цукамото вспоминал финальный монтаж как «нервное» время. Когда он работал с громкими звуковыми эффектами, ему приходилось слышать некоторые из них многократно: «слышать их снова и снова сводило меня с ума». Закончив, он чувствовал себя «истощённым». Монтаж был закончен в январе 1989 года. Хронометраж был сокращён на 10 минут. Сцена секса Фудзивары и Тагути была обрезана, из фильма было удалено несколько эпизодов, таких как убийство доктора от рук фетишиста или исполнения чечётки персонажем Нобу Канаоки. Она очень старалась улучшить хореографические способности, чтобы исполнить танец, но Цукамото решил, что сцена будет «слишком сильно выделяться». Закончив фильм, он принялся искать место для его показа. Он встретился с директором 80-местного кинотеатра, который согласился устроить показ «Тэцуо» в июле 1989 года. Режиссёр попросил комментарий у кинокритика Ёити Комацузавы, чтобы поместить его на обложку. Тот согласился и добавил, что хотел бы представить фильм отборочной комиссии итальянского международного фестиваля фантастического кино, где Комацузава работал корреспондентом по азиатскому кинематографу. Цукамото согласился. Хотя фильм и был принят на фестиваль, когда он официально стартовал, Цукамото находился в «крошечной» токийской квартире, не имея возможности посетить мероприятие лично. 
Я был ужасно беден, потратив все свои деньги на «Тэцуо».Синъя Цукамото
Жюри и глава фестиваля Ллойд Кауфман объявили «Тэцуо» лучшим фильмом, показанным на мероприятии. Зрители, в числе которых находился режиссёр Алехандро Ходоровски, были в восторге. Успех «Тэцуо» в Европе, по убеждению Тома Меса, стал поворотным моментом в истории японского кинематографа. Одновременно с «Тэцуо» было выпущено аниме по мотивам одноимённой манги «Акира», сходство с которым подмечал сам Цукамото. В аниме тоже присутствовал персонаж по имени Тэцуо. Несмотря на близость тематики, он, по своим словам, не находился под влиянием манги, работая над созданием «Тэцуо». Цукамото называл «Акиру» и «Тэцуо» «старшим и младшим братьями». Фильм показывался в кинотеатре с июля до октября, снискав успех у публики. Компании-дистрибьюторы, отказавшие в сотрудничестве с Цукамото, после успеха «Тэцуо» сообщали, что изначально рассматривали вопрос поддержки фильма. Томорово Тагути говорил, что «Тэцуо» — фильм, благодаря которому стала возможна его карьера профессионального актёра. Синъя Цукамото планировал сжечь негативы с фильмом, когда испытывал проблемы с записью, однако «все потери того стоили», думает он.

## Темы и стиль

### Металл, плоть и монтаж

Завершивший превращение Тэцуо, склонившийся над убитой им возлюбленной

Фильм «Тэцуо — железный человек» часто относят к представителям жанра киберпанк, хотя на момент съёмок Синъя Цукамото не был знаком с этим термином. По заявлению режиссёра, он стремился «через метал и плоть выразить эротизм». Поскольку он не мог отобразить этот аспект напрямую, по его словам, он использовал «метафору эрозии тела». Хотя он вдохновлялся фильмами в стиле киберпанка, он замечал, что эти фильмы отличаются от «Тэцуо» тем, что «киберпанк имеет дело с периодом, который наступит после разрушения современных городов», в то время как «Тэцуо» повествует о «процессе разрушения ещё существующих городов».
Режиссёр активно применяет технику пиксиляции, — явление в кинематографе, когда над актёром в режиме покадровой анимации производятся какие-либо действия. Марк Плейер сравнивает актёров в таком положении с «марионетками», однако отличительной чертой «Тэцуо» является то, что эффект пиксиляции достигается нефиксированной камерой: актёр замирает, после чего делается кадр, затем он продвигается вперёд. Таким образом, зритель «скользит» по улице вместе с камерой и актёром. Приём применяется на протяжении всего фильма. Стивен Браун отметил, что покадровый монтаж Цукамото «стирает границы между живым и мёртвым».
Плейер рассматривает сцену, в которой металлический фетишист «летит» по улице с букетом в руках в режиме пиксиляции, и замечает, что он, являясь живым объектом, в этот момент практически «замирает», не изменяя позу во время движения. На основе этого эпизода исследователь выделяет одну из тем фильма — слияние плоти и металла. Режиссёр старается стереть рамки между одушевлённым и неодушевлённым, делая актёров в кадре «привязанными» к определённой точке, в то время как дорожные знаки, велосипеды, фонарные столбы и прочие объекты постоянно видоизменяются и «конкурируют друг с другом за внимание зрителя».
Стивен Браун отмечает, что многим критикам после просмотра картины было тяжело кратко описать сюжет, поскольку для них он «не имел никакого смысла». Браун объясняет это широким применением режиссёром различных приёмов, создающих нелинейный и тяжёлый для восприятия сюжет. В этот набор приёмов входят резкие ретроспективные флешбэки, работа со скоростью движения плёнки, резкие и раздражающие звуки. Писатель Уильям Верроне также писал о том, что для того, чтобы оценить произведение, не столь важно следовать за сюжетом, поскольку визуальный стиль и форма в «Тэцуо» стоят выше самой истории.

### Технологии и общество
Генрих Дайзль утверждает, что фильм стал «наиболее плотным» отражением взаимодействий между человеком и машинами за всю историю кинематографа. В нём происходит «замена физического тела на искусственное»; вместо попыток вообразить «техно-мечту» в фильмах, выходивших на экраны ранее, Тэцуо создаётся из отходов повседневной жизнедеятельности человека. События в фильме происходят вне контекста времени. Мерцающие эффекты, похожие на действие стробоскопа, и чёрно-белая зернистая плёнка, считает Дайзль, создают «ощущение просмотра фильма 20-х годов». Суджин Квон также связывает «Тэцуо» с сюрреалистическими работами немецких кинематографистов 20-х годов в направлении киноэкспрессионизма, называя такие работы, как «Голем» (1915) и «Кабинет доктора Калигари» (1920), а также «Метрополис» (1927).
Произведение, по мнению Дайзля, определяет «кризис» в современном японском обществе. Персонажа Тагути он интерпретирует как отражение «традиционного образа жизни», в то время как металлический фетишист — символ «нового образа жизни». Перед тем как сотрудник сливается с фетишистом воедино, ему необходимо пройти путь в сторону «нового типа общества». По личным оценкам исследователя, основная аудитория «Тэцуо» — молодые люди от 20 лет, которые сталкиваются с конфликтом поколений ввиду их принадлежности к иной культурной среде. По мнению Уильям Верроне, персонажи «Тэцуо» пытаются «найти свою идентичность» в мире, в котором они «полностью зависят от технологий». Фильм, иными словами, демонстрирует «вторжение технологий в человеческий организм».
Саша Майерсон утверждает, что «Тэцуо» заставляет зрителя «переосмыслить отношение к технологиям», а слияние двух героев, считает Майерсон, представляет собой образ любовного союза, «вышедшего за пределы капиталистических ограничений». Таким образом финальную сцену исследовательница объясняет стремлением человека к созданию новых политических стратегий для приближения к утопическому обществу будущего.

### Любовь и желания
Саша Майерсон описывает атмосферу фильма как «антиутопию бетонных жилищ, гаражей и автомагистралей». Майерсон приводит одно из толкований сюжета «Тэцуо» как выражение опасения перед новыми технологиями, а металл, которым покрывается офисный работник — как метафора «перенасыщенности», ведущая к разрушению семейной жизни. Однако необъяснёнными в такой концепции остаются сексуальные подтексты, связанные с технологиями. В пример приводятся металлический фетишист, получающий удовольствие от процесса вживления металла в своё тело; желания офисного сотрудника о том, чтобы его девушка вставила в его анальный проход трубку, а также превращение полового члена работника в дрель. В связи с этим Стивен Браун выдвигает интерпретацию превращений мужчины как «метафора примирения с гомосексуальностью в гетеронормативном японском обществе». В этом контексте он сравнил первую встречу фетишиста и офисного работника на дороге с романтической сценой из голливудских фильмов, подчёркивая затянутые «неряшливые» джазовые мелодии и плавное движение камеры. Эта сцена напомнила Брауну роман Джеймса Балларда «Автокатастрофа» (1973). Таким образом, член-дрель и металлические наросты на теле сотрудника Браун рассматривает как «подавление персонажем своей гомосексуальности».
Николус Уолтерс рассматривает фильм с феминистических позиций. Он утверждает, что в японском обществе положение женщины всегда определяется взглядом мужчины, и в то время как внимание кинокультуры обычно обращено на женское тело, в «Тэцуо» центром повествования является именно мужское тело. Также Уолтерс отмечает элементы квир-культуры в моменте превращения работника в железного человека; Суджин Квон отмечает, что объект, образованный слиянием двух героев в финальной сцене, напоминает по форме пенис. Квон называет это «сгустком невыполненных желаний», а персонажа Цукамото — «машиной желаний». Насилие и похоть, выражаемые этим персонажем, считает Квон, демонстрируют «животные потребности» человека, а финальный гибрид человека и металла в заключительной сцене является «восстанием биологических желаний против общественных институтов». Саша Майерсон таким же образом описала подтекст гомосексуальных отношений в фильме как попытку «восстания против капиталистических отношений и гетеронормативности».

## Восприятие
Фильм взял главный приз на фестивале фантастического кино в Риме в конце 1989 года, где был показан без субтитров, поскольку у режиссёра не хватало денег на перевод. Как утверждает Том Мес, показ «Тэцуо» на Римском фестивале «вернул японский кинематограф к международному признанию». После этого фильм многократно демонстрировался на кинофестивалях. За счёт публикаций в прессе о победе «Тэцуо» в Риме картина получила известность и на родине режиссёра, несмотря на то, что фильм показывали лишь на поздних сеансах. После победы, расценивает Джаспер Шарп, фильм получил «множество поклонников по всему миру». Том Мес сказал, что «Тэцуо» «обладает всеми признаками настоящего кинематографического таланта». Фильм, по его мнению, был «безжалостно энергичным», но в то же время «наивным» и «инстинктивным». Также фильм выиграл приз зрительских симпатий на кинофестивале в Швеции в 1998 году. В 2020 году он вошёл в программу Японского кинофестиваля в категории «Провокация и разрушение: радикальное японское кинопроизводство с 1960-х по 2000-е годы».
Цукамото высоко ценил свой фильм, называя его «драгоценным». Кинокритик Кэн Окубо хоть и смотрел «Тэцуо», но был удивлён, узнав о его победе в Риме: «мы не верили, что японские фильмы могут выигрывать какие-либо награды на международных кинофестивалях». Разные исследователи высоко оценивают картину: Джей Макрой называет «Тэцуо» «одним из самых влиятельных японских фильмов ужасов когда-либо созданных» и ставит его в один ряд с работами Сёдзида Фукуи, Сого Исии и Тосихары Икэды. Вместе с ними он создаёт «новую волну графической жестокости», демонстрируя в кадре меняющие свой облик человеческие тела или физические травмы. «Культовым» в жанре научной фантастики фильм назвал Джаспер Шарп. Ключевым вкладом «Тэцуо» в жанр является сцена превращения живого человека в машину внутри «разлагающегося постиндустриального мегаполиса». К тому же он говорит, что фильм является «примером для подражания» для начинающих режиссёров как продукт, получивший коммерческий успех, находясь «вне индустрии».
Джеймс Бактер из PopMatters, рецензируя фильм «Голова-ластик» (1977) Дэвида Линча, предположил, что он оказал влияние на «Тэцуо». Билл Гиброн внёс фильм в список 10 лучших боди-хорроров, назвав при этом его «одним из первых классических произведений киберпанка». Журналист обратил внимание на жестокость, которую Синъя Цукамото смог передать через чёрно-белую плёнку, и раскрытие темы «человек против технологий». Рецензент Синтия Фукс, также из PopMatters, считает картину «прорывом», а также «соблазняющей и ужасающей с первых минут». Повествование сравнивается с «аттракционом» ввиду туманности деталей сюжета. Она предполагает, что слияние Тэцуо и металлического фетишиста может являться метафорой отношений между человеком и материальными благами в постиндустриальном «обществе потребления». Работа режиссёра ей кажется оригинальной, несмотря на частые сравнения с Линчем и Кроненбергом. Фукс высоко оценивает звуковую и музыкальную составляющую ленты, так же как и визуальный стиль.
В рецензии Тима О’Нила из того же издания было акцентировано внимание на вступительной сцене с участием фетишиста, разрезающего себе бедро. Хотя это не «самая кровавая сцена», с которой столкнулся критик, он видит её «отличной» от произведений американской культуры. Отличие сюжета киноленты от западных хорроров, по мнению критика, заключается в том, что фильм завершается «не победой над монстром». Мотив технологий в фильме представляются критику символом «сокращения автономии индивида». «Вялая» жизнь офисного работника персонажа Томорово Тагути является примером «институционализированного конформизма». Однако именно «осознание досады» вызвало в работнике метаморфозы. Образ Тэцуо стал «неизбежной реакцией на подавление», полагает О’Нил. В целом он высоко оценил фильм, однако отметил, что американское коллекционное DVD издание «Тэцуо» «не объясняет зрителю контекст» произведения из-за недостатка комментариев и интервью, связанных с фильмом.
Журналист из Los Angeles Times Кевин Томас высоко оценил «простые, но убедительные» спецэффекты. Томас сказал, что фильм хотя и является представителем жанра ужасов, он содержит в себе «мрачный юмор». Рецензент портала AllMovie Джейсон Бьюкенен тоже сравнивает картину с произведениями Линча и Кроненберга. Бьюкенена привлекла техника пиксиляции и манипуляции со скоростью воспроизведения плёнки, а также музыка Исикавы. Исследовательница Саша Майерсон указывает на влияние работ Синъи Цукамото на фильм Сёдзина Фукуи «964 Пиноккио» (1991), поскольку оба фильма отражают схожие идеи и выполнены в сходном стиле.

## Продолжения
«Тэцуо — железный человек» стал первым фильмом в трилогии, предшествуя «Тэцуо 2: Человек-молот» и «Тэцуо: Человек-пуля», выпущенным в 1992 и 2009 годах соответственно. В конце 1989 года Синъя Цукамото приступил к поиску подходящих локаций для съёмок второй части «Тэцуо». Менее чем через месяц после завершения «Хируко-гоблина» в конце 1990 года, началась подготовка к съёмкам «Тэцуо 2: Человек-молот». Съёмочная команда состояла из 60 человек, преимущественно добровольцев, в числе которых был Томорово Тагути и другие люди, с которыми Цукамото работал над первой частью «Тэцуо». Премьера состоялась на фестивале фантастического кино во Франции в 1992 году, где он был принят негативно.
В 2009 году на 66-м Венецианском кинофестивале состоялась премьера третьего фильма в серии «Тэцуо», который имел название «Тэцуо: Человек-пуля». Действия разворачиваются в Токио, в семье Энтони — бизнесмена японско-американского происхождения, а также его жены Юрико и сына Тома. Однажды автокатастрофа уносит жизнь Тома, и Энтони впадает в ярость, после чего начинает покрываться металлом.

## Комментарии
1. ↑  «Тэцуо» образовано от иероглифа 鉄, что означает «железо». В сочетании с иероглифом 男 название фильма может переводиться как «железный человек», «железный муж», «ясно мыслящий»[2].
2. ↑  В оригинале персонаж носит имя «Парень» (яп. 奴), но его часто называют «металлическим фетишистом»[6].
3. ↑  В титрах Фудзивара также числится помощником режиссёра, оператором-постановщиком и художником-костюмером. Несмотря на то, что они с режиссёром часто ссорились, Цукамото доверял ей работу с камерой в то время, когда на съёмочной площадке были люди, значительно лучше знакомые с кино и операторской работой. Цукамото не мешал Фудзиваре работать с камерой и тогда, когда она отходила от намеченной раскадровки, что говорит, как сама она считает, о доверии режиссёра к решениям актрисы[11].
4. ↑  Фудзивара и её муж, как говорил Цукамото, были очень любезны, позволив ему, например, проделать дыру в двери квартиры супругов Фудзивары, так как того требовал сюжет. «Они были очень увлечены съёмками фильма», убеждён режиссёр[11].
5. ↑  Синъя Цукамото и Кэй Фудзивара были очень близки, однако после съёмок «Тэцуо» их пути разошлись, они никогда больше не разговаривали. Фудзивара сформировала свою театральную труппу «Organ Vital». Также она дебютировала в качестве экспериментального режиссёра, выпустив фильм «Орган» в 1996 году. В её фильме, как отмечает Том Мес, «были очевидные параллели с „Тэцуо“»[17].
6. ↑  Чу Исикава известен как лидер нойз-группы Zeitlich Vergelter. Молодой музыкант вдохновлялся экспериментальными коллективами, такими как Einstürzende Neubauten и Deutsch-Amerikanische Freundschaft, а также британским панком вроде Joy Division. Исикава характеризовал Цукамото как «спокойного и скромного» человека, невзирая на специфику кинофильма. Работая с ним, он назвал режиссёра «в некотором роде сумасшедшим» человеком[20].
7. ↑  Встреча проходила в день национального траура по поводу смерти императора Японии Хирохито. Хотя все заведения не работали, директор согласился на разговор[11].